# Nécropole nationale de Sillery
La  nécropole nationale de Sillery est un cimetière militaire français de la Première Guerre mondiale, situé sur le territoire de la commune de Sillery (Marne), dans la banlieue de Reims.

## Caractéristiques
Le cimetière militaire abrite les tombes de 11 259 soldats français, des anciennes colonies françaises tués pendant la Première Guerre mondiale. Ces soldats furent relevés sur les communes de Beine-Nauroy, Reims, Sillery et Verzy. Ils se répartissent en 5 711 inhumés dans des tombes individuelles et 5 548 non-identifiés inhumés dans deux ossuaires.
Il comprend également un monument à la 97e division, au 211e, 291e, 300e et 301e RI et un  Mausolée des batailles de Champagne érigé à la mémoire des héros privés de sépulture oeuvre de l'architecte Adolphe Proust et montré en 1925 lors de l'Exposition internationale des arts décoratifs et industriels modernes.

## Galerie de photographies

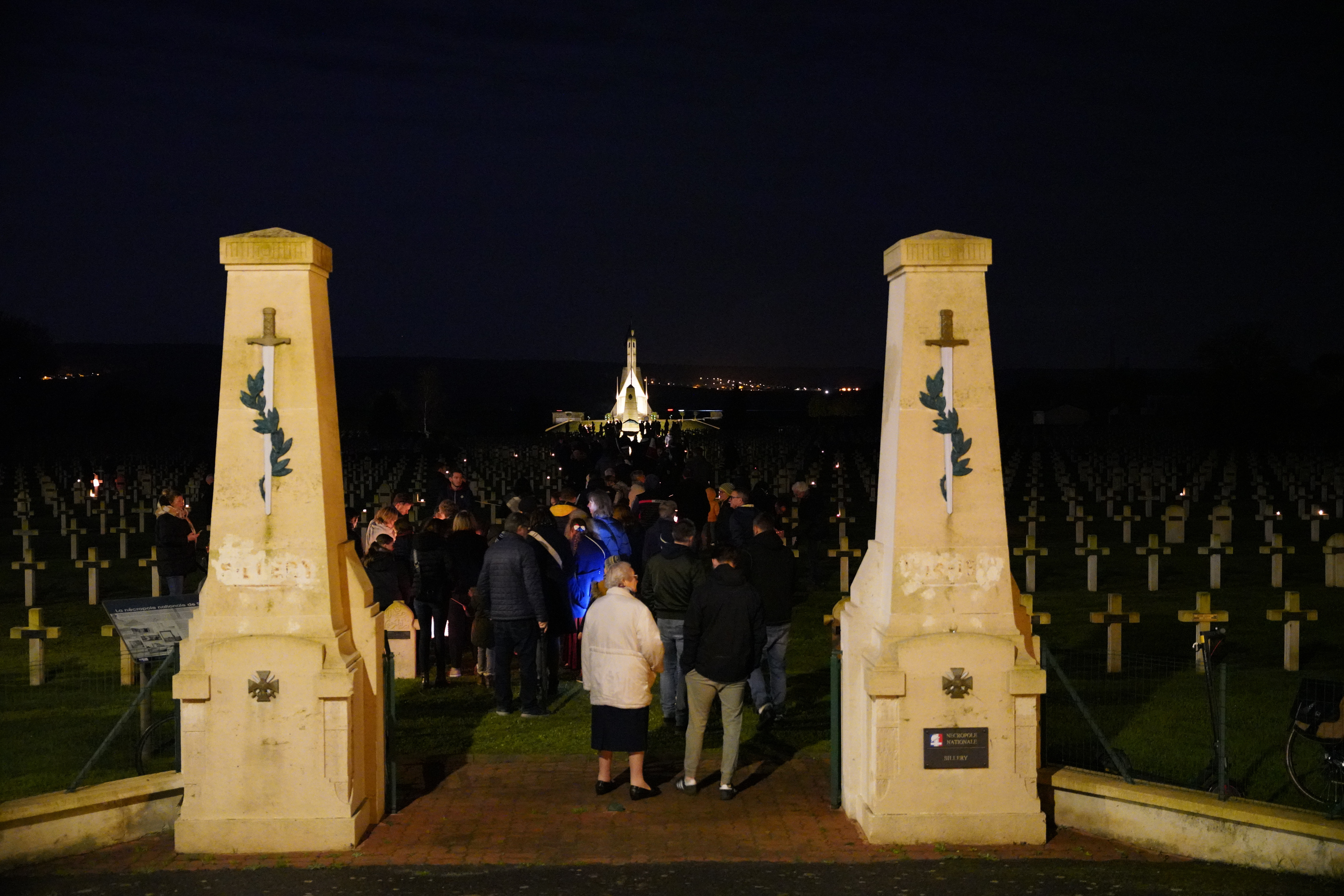
Son entrée un 11 novembre.
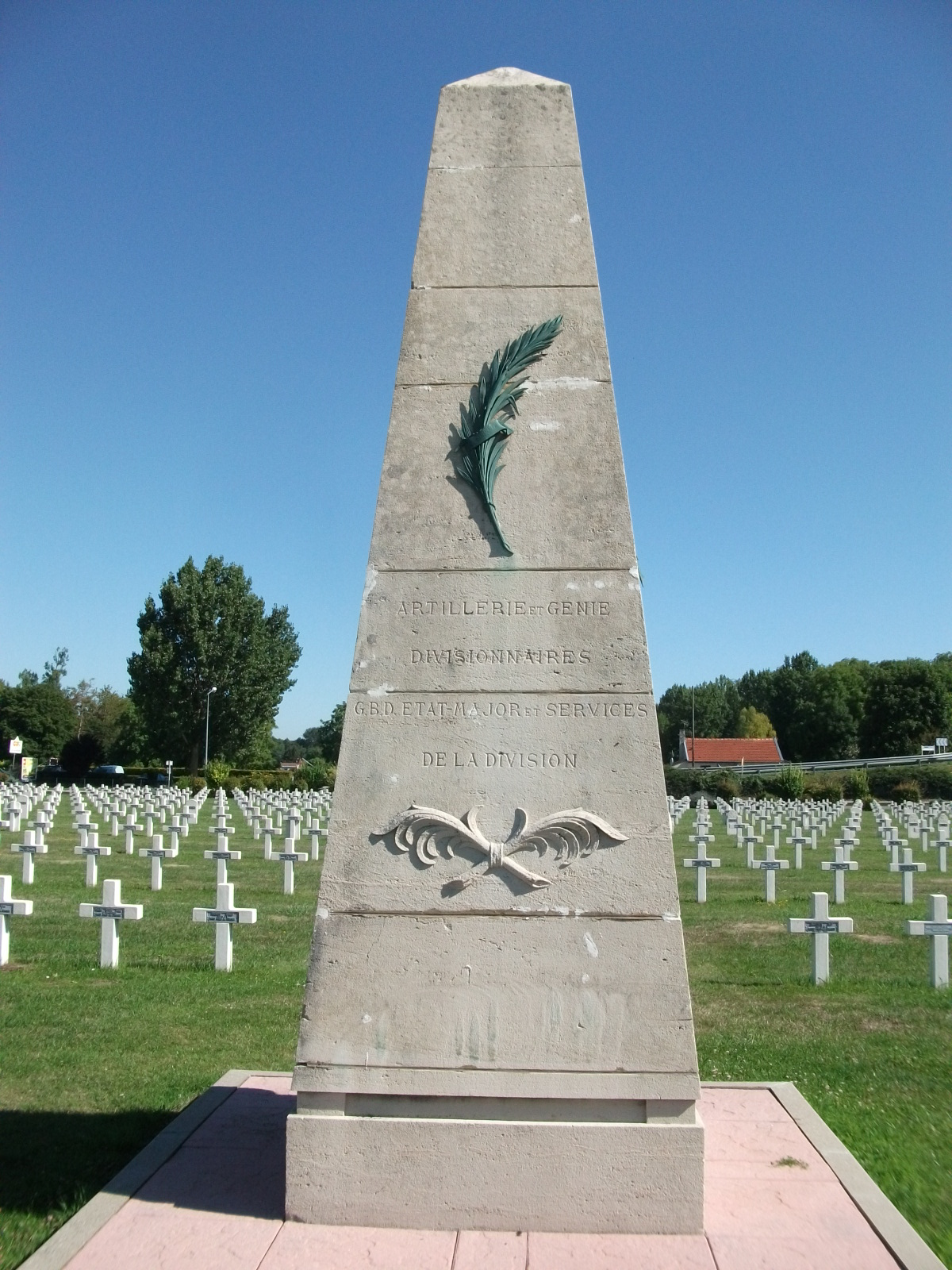
97e Division d'infanterie Territoriale.
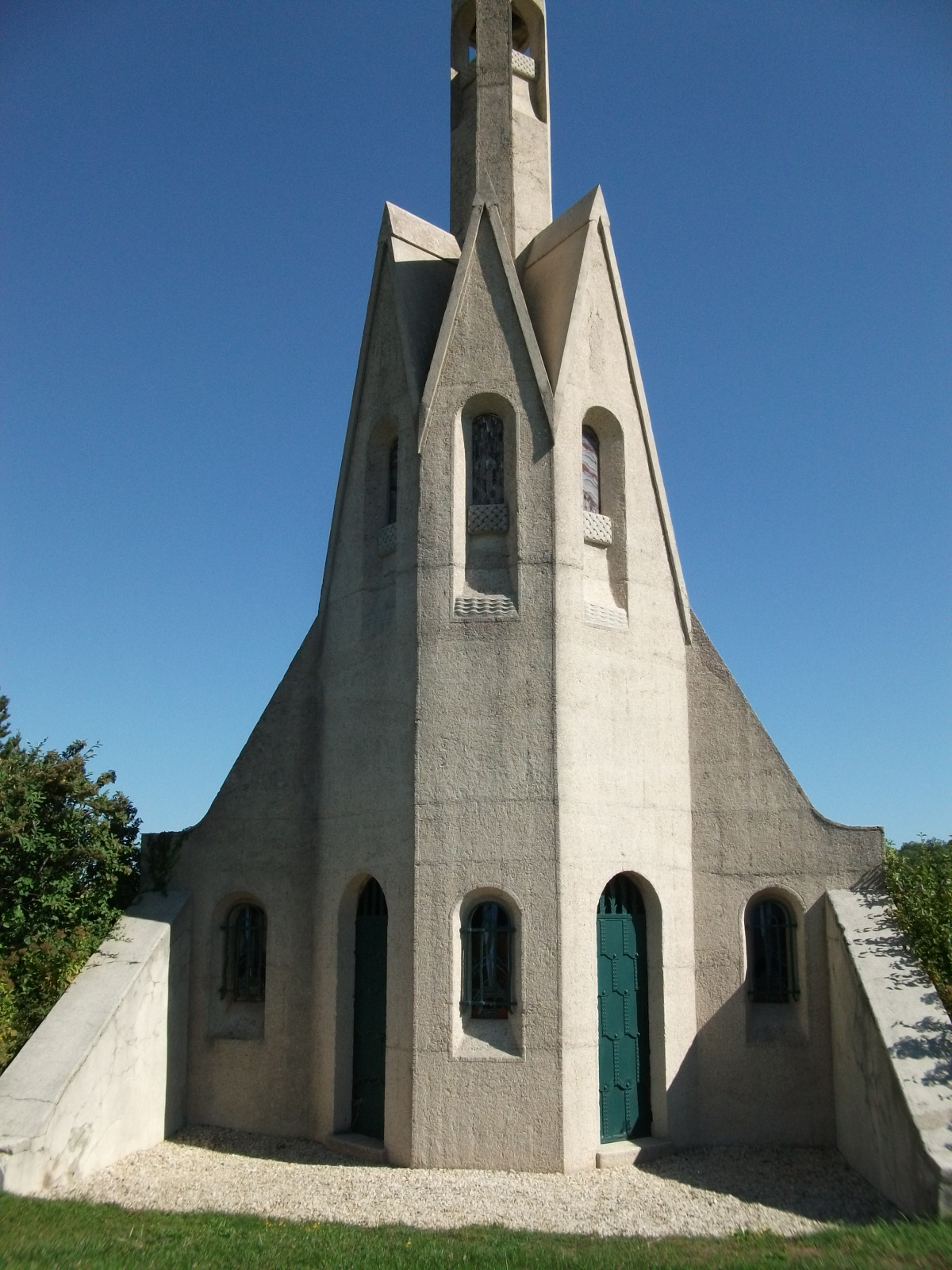
La chapelle.
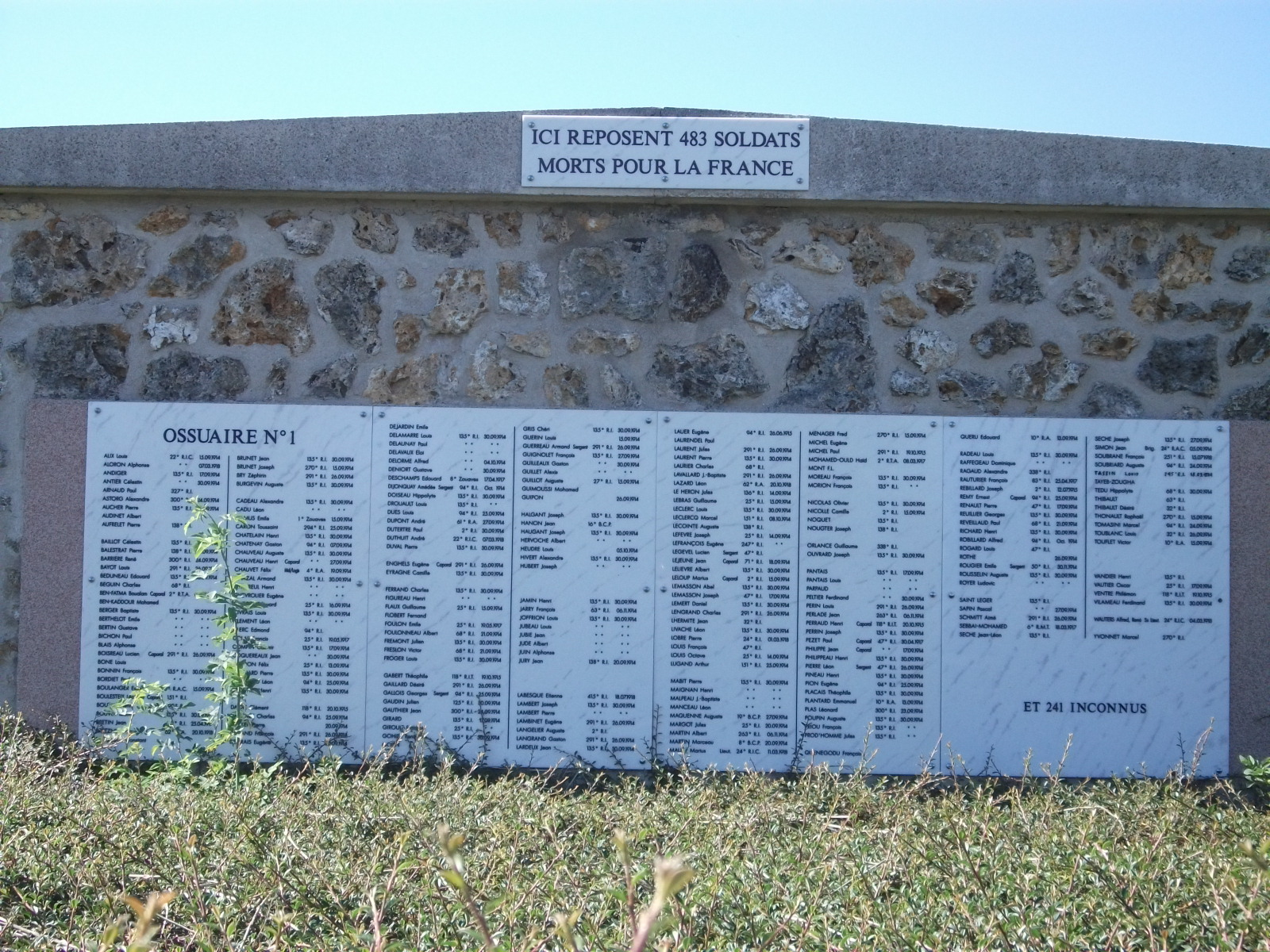
Liste des personnes relevées à Sillery sur l'ossuaire.
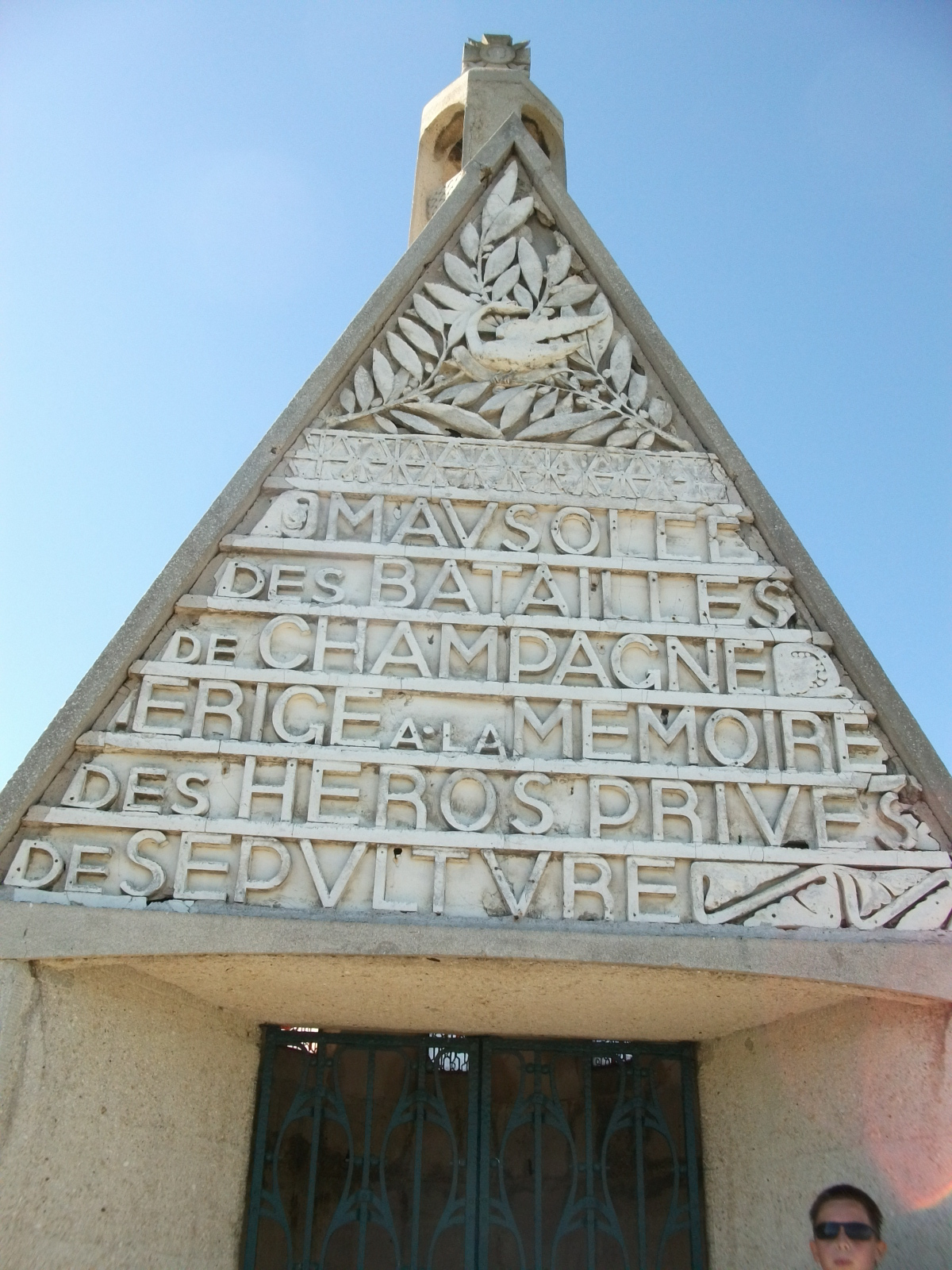
Dédicace du monument.